# (4974) Elford
(4974) Elford est un astéroïde de la ceinture principale.

## Description
(4974) Elford est un astéroïde de la ceinture principale. Il fut découvert le 14 juin 1990 à Siding Spring par Robert H. McNaught. Il présente une orbite caractérisée par un demi-grand axe de 2,61 UA, une excentricité de 0,11 et une inclinaison de 13,8° par rapport à l'écliptique.

## Compléments